# Eric Lennarth
Eric Lennarth, egentligen Eric Lennarth Verkå, född 27 november 1926, död 25 december 2020 i Fosie distrikt i Malmö  var en svensk skulptör, grafiker och målare. 
Eric Lennarth verkade inom den konkreta konsten. Han debuterade i Paris 1954 och fick 1956 sitt genombrott när han på Galerie Colibri i Malmö hade en utställning som var en av de första konsekventa minimalistiska manifestationerna.  
Utöver sitt konstnärskap var han från 1960 verksam som konsult i färgsättning, formgivning och inredning.

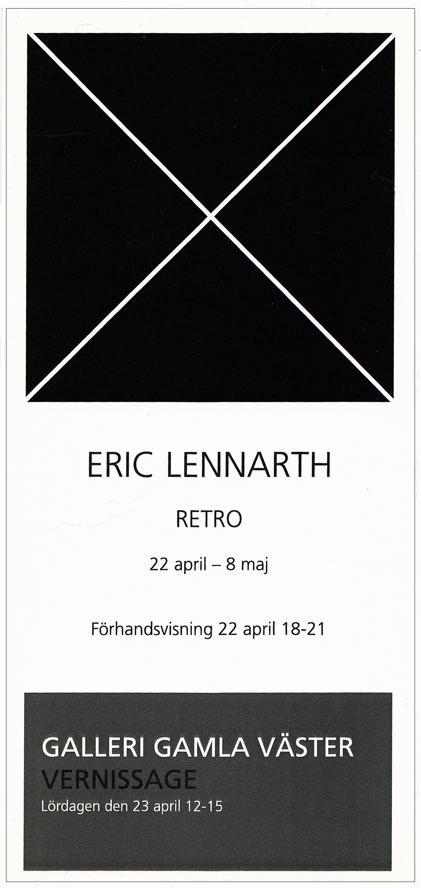
Eric Lennarths vernissagekort till en utställning  2005.